# Aidan Gillen
Aidan Gillen (nascido Aidan Murphy;Dublin, 24 de Abril de 1968) é um ator irlandês.
A sua carreira tem sido feita sobretudo de séries televisivas, e algumas incursões no cinema, como em Circle of Friends (1995), Some Mother's Son (1996) e Shanghai Knights (2003).
Atualmente interpreta Aberama Gold em Peaky Blinders. Em 2015, atuou como "Homem-Rato" em Maze Runner: The Scorch Trials. Também participou do videoclipe da canção A Hero's Death da banda Fontaines D.C., que também é irlandesa.

## Filmografia

### Cinema
| Ano  | Título                                 | Personagem            | Notas                       |
| ---- | -------------------------------------- | --------------------- | --------------------------- |
| 1985 | The Drip                               | Jovem Guy             | Curta-metragem              |
| 1987 | The Lonely Passion of Judith Hearne    | Jovem Liquor Store    | Creditado como Aidan Murphy |
| 1988 | The Courier                            | Boy                   | Creditado como Aidan Murphy |
| 1995 | Circle of Friends                      | Aidan Lynch           |                             |
| 1996 | Some Mother's Son                      | Gerard Quigley        |                             |
| 1997 | Mojo                                   | Baby                  |                             |
| 1998 | Gold in the Streets                    | Paddy                 |                             |
| 1998 | Amazing Grace                          | Jovem Homem           | Curta-metragem              |
| 1999 | Buddy Boy                              | Francis               |                             |
| 2000 | The Second Death                       | Pool Player           | Curta-metragem              |
| 2000 | The Darkling                           | Jeff Obold            |                             |
| 2000 | The Low Down                           | Frank                 |                             |
| 2001 | My Kingdom                             | Barry Puttnam         |                             |
| 2001 | Robertson Major                        | William Robertson     | Curta-metragem              |
| 2002 | The Final Curtain                      | Dave Turner           |                             |
| 2003 | Photo Finish                           | Joe Wilde             |                             |
| 2003 | Shanghai Knights                       | Lorde Nelson Rathbone |                             |
| 2003 | Burning the Bed                        | Stephen               | Curta-metragem              |
| 2006 | Trouble with Sex                       | Conor                 |                             |
| 2008 | Blackout                               | Karl                  |                             |
| 2009 | 12 Rounds                              | Miles Jackson         |                             |
| 2009 | Spunkbubble                            | Dessie                | Curta-metragem              |
| 2009 | Runners                                | Terry                 | Curta-metragem              |
| 2010 | Treacle Jr.                            | Aidan                 |                             |
| 2011 | Wake Wood                              | Patrick Daley         |                             |
| 2011 | Blitz                                  | Barry Weiss           |                             |
| 2012 | The Dark Knight Rises                  | CIA Agent Bill Wilson |                             |
| 2012 | Shadow Dancer                          | Gerry                 |                             |
| 2012 | Ekki Múkk                              | Little One            | Curta-metragem              |
| 2012 | The Good Man                           | Michael               |                             |
| 2013 | Scrapper                               | Ray                   |                             |
| 2013 | The Note                               | Lars                  | Curta-metragem              |
| 2013 | Mister John                            | Gerry Devine          |                             |
| 2013 | Beneath the Harvest Sky                | Clayton               |                             |
| 2013 | Song                                   | Dan                   | Curta-metragem              |
| 2014 | Calvary                                | Dr. Frank Harte       |                             |
| 2014 | Still                                  | Carver                |                             |
| 2014 | Song                                   | Dan                   | Curta-metragem              |
| 2014 | Ambition                               | Master                | Curta-metragem              |
| 2015 | You're Ugly Too                        | Will                  |                             |
| 2015 | Maze Runner: The Scorch Trials         | Janson                |                             |
| 2016 | Sing Street                            | Robert                |                             |
| 2017 | Knights of the Roundtable: King Arthur | Goosefat Bill         |                             |
| 2017 | Maze Runner: The Death Cure            | Janson                |                             |
| 2018 | Bohemian Rhapsody (filme)              | John Reid             |                             |

### Televisão
| Ano       | Título                          | Personagem                 | Notas                              |
| --------- | ------------------------------- | -------------------------- | ---------------------------------- |
| 1990      | The Play on One                 | Harry                      | Episode: "Killing Time"            |
| 1992      | An Ungentlemanly Act            | Marine Wilcox              | Filme de TV                        |
| 1993      | A Handful of Stars              | Tony                       | Filme de TV                        |
| 1993      | Belfry                          | Dominic                    | Filme de TV                        |
| 1993      | The Bill                        | Jeff Barratt               | Episode: "Play the Game"           |
| 1993      | Screenplay                      | Gypo                       | Episode: "Safe"                    |
| 1994      | In Suspicious Circumstances     | James Crozier              | Episode: "To Encourage the Others" |
| 1999-2000 | Queer as Folk                   | Stuart Alan Jones          | 10 episodes                        |
| 2000      | The Darkling                    | Jeff Obold                 | Filme de TV                        |
| 2000      | Lorna Doone                     | Carver Doone               | Filme de TV                        |
| 2001      | Dice                            | Glenn Taylor               | Television miniseries, 2 episodes  |
| 2002      | First Communion Day             | Seamus                     | Filme de TV                        |
| 2003      | Agatha Christie's Poirot        | Amyas Crale                | Episode: "Five Little Pigs"        |
| 2004-2008 | The Wire                        | Thomas J. "Tommy" Carcetti | 35 episodes                        |
| 2005      | Law & Order: Trial by Jury      | Jimmy Colby                | Episode: "Vigilante"               |
| 2005      | The Last Detective              | Steve Fallon               | Episode: "Willesden Confidential"  |
| 2005      | Walk Away and I Stumble         | Paul                       | Filme de TV                        |
| 2009      | Freefall                        | Gus                        | Filme de TV                        |
| 2010      | Thorne                          | Phil Hendricks             | 6 episodes                         |
| 2010      | Identity                        | DI John Bloom              | 6 episodes                         |
| 2010-2011 | Love/Hate                       | John Boy Power             | 10 episodes                        |
| 2011-2017 | Game of Thrones                 | Petyr Baelish              | Main role                          |
| 2011-2013 | Other Voices                    | Himself                    | Presenter                          |
| 2013      | Mayday                          | Everett Newcombe           | 5 episodes                         |
| 2015      | Charlie                         | Charles J. Haughey         | 3 episodes                         |
| 2017      | Peaky Blinders                  | Aberama Gold               |                                    |
| 2019-2020 | Blue Book Project (History Ch.) | Dr. J. Allen Hynek         | 2 seasons, 20 episodes             |

### Videogame
| Ano  | Título        | Persongem de voz |
| ---- | ------------- | ---------------- |
| 2016 | Quantum Break | Paul Serene      |

## Audiobooks
| Ano  | Título                                 | Notas                            |
| ---- | -------------------------------------- | -------------------------------- |
| 1994 | Paddy Clarke Ha Ha Ha                  | ASIN B0051H6FW4,                 |
| 1995 | Felicia's Journey                      | ASIN B000PYA4MA, ASIN B002X7UY36 |
| 1995 | The Barrytown Trilogy: The Commitments | ASIN B002SQCXX6                  |
| 1998 | Irish Short Stories                    |                                  |
| 2010 | The Poetry of Ireland                  | ASIN B003GQ6S2O                  |
| 2015 | The Art of War                         |                                  |

## Radio
| Ano  | Título          | Notas       |
| ---- | --------------- | ----------- |
| 2013 | The Last Tycoon | BBC Radio 4 |